# Michał II (koptyjski patriarcha Aleksandrii)
Michał II – patriarcha Koptyjskiego Kościoła Ortodoksyjnego od roku 849 do 851.